# Smużka jednobarwna
Smużka jednobarwna (Sicista concolor) – gatunek gryzonia z rodziny smużek (Sminthidae), występujący w Azji Wschodniej i Południowej.

## Zasięg występowania
Smużka jednobarwna występuje w zależności od podgatunku:
- S. c. concolor – północno-środkowa Chińska Republika Ludowa we wschodnim Qinghai, Gansu i południowo-zachodnim Shaanxi.
- S. c. leathemi – Kaszmir w północnym Pakistanie i północno-zachodnich Indiach; prawdopodobnie Taxkorgan Nature Reserve w południowo-zachodnim Sinciangu (zachodnia Chińska Republika Ludowa).
- S. c. weigoldi – południowo-środkowa Chińska Republika Ludowa w północno-zachodnim i północno-środkowym Syczuanie i północno-zachodnim Junnanie.

## Taksonomia
Gatunek po raz pierwszy naukowo opisał w 1892 roku rosyjski zoolog Eugen Büchner nadając mu nazwę Sminthus concolor. Holotyp pochodził z prowincji Gansu w Chinach, na północnych stokach gór Xining. 
Potrzebne są dalsze badania nad doniesieniami o występowaniu w północno-wschodnich prowincjach Heilongjiang i Jilin, aby ustalić relację tych populacji ze stwierdzoną w tym rejonie smużką długoogonową (Sicista caudata). Istnieje słabe wsparcie statystyczne dla pozycji bazalnej S. tianshanica, po której następuje dywergencja S. concolor; jednakże, na podstawie morfologii żołędzi prącia, S. concolor powinien być gatunkiem bazalnym w obrębie rodzaju Sicista, ponieważ jego morfotyp jest najbardziej prymitywny. Autorzy Illustrated Checklist of the Mammals of the World rozpoznają trzy podgatunki.

### Etymologia
- Sicista: etymologia niejasna, J.E. Gray nie wyjaśnił znaczenia nazwy rodzajowej; Palmer sugeruje że nazwa to pochodzi od tatarskiego słowa sikistan, oznaczającego „stadną mysz”, bazując na opisie Pallasa[11]. Sam Pallas jednak wymienia nazwę tatarską dshilkis-sitskan („Dʃhilkis-Sitʃkan”), gdzie dshilkis to „stadny, żyjący w stadzie, gromadny” (łac. gregalis), natomiast sitskan to „mysz” (łac. mus, muris)[12], por. w jedenastowiecznym słowniku Mahmuda z Kaszgaru:  yılkı „stado” i sıçgan „mysz”[13].
- concolor: łac. concolor, concoloris „tego samego koloru, jednobarwny, podobny”, od cum (starsza forma com) „razem z”; color, coloris „kolor”[14].
- leathemi: maj. G.H. Leathem, British Army[3].
- weigoldi: dr Max Hugo Weigold (1886–1973), niemiecki zoolog, pionier obrączkowania ptaków, kolekcjoner w Chinach i Tybecie[14].

## Morfologia
Długość ciała (bez ogona) 51–76 mm, długość ogona 86–109 mm, długość ucha 11–14 mm, długość tylnej stopy 17–18 mm; masa ciała 5–8 g. 

## Ekologia
Jest to gatunek górski, spotykany od wysokości 2100 do 4000 m n.p.m. Zamieszkuje zarośla piętra subalpejskiego i piętra alpejskiego w Himalajach, oraz wilgotne trawiaste zbocza gór i pola tarasowe. Gryzoń ten prowadzi naziemny tryb życia, kopie nory, jest aktywny nocą. Żywi się owocami i nasionami. Wije kuliste gniazda z trawy, ukryte w szczelinach skalnych lub krzewach. Uważa się, że w ciągu roku samica rodzi jeden miot liczący od 3 do 6 młodych.

## Populacja
Smużka jednobarwna ma duży zasięg i nie są znane zagrożenia dla tego gatunku. Jest uznawana za gatunek najmniejszej troski. Indyjskie prawodawstwo uznaje ją za szkodnika.